# Svetlana Naguéikina
Svetlana Viacheslávovna Naguéikina –en ruso, Светлана Вячеславовна Нагейкина– (Tambov, URSS, 2 de febrero de 1965) es una deportista rusa que compitió para la Unión Soviética y Bielorrusia en esquí de fondo.
Participó en cuatro Juegos Olímpicos de Invierno, entre los años 1988 y 2002, obteniendo una medalla de oro en Calgary 1988, en la prueba de relevo (junto con Nina Gavryliuk, Tamara Tijonova y Anfisa Reztsova).

## Palmarés internacional
| Representando a la URSS |                  |                |                 |
| Juegos Olímpicos        |                  |                |                 |
| Año                     | Lugar            | Medalla        | Prueba          |
| 1988                    | Calgary (Canadá) | Medalla de oro | Relevo 4 × 5 km |